# Agaricus bernardii
Espèce
Synonymes
- Agaricus bernardi (préféré par NCBI)[2]
- Agaricus bernardii[2]
- Agaricus campestris subsp. bernardii (Quél.) Konrad & Maubl.[3]
- Agaricus maleolens F.H. Moller[3]
- Pratella bernardii (Quél.) Quél.[3]
- Psalliota bernardii (Quél.) Quél.[3]
- Psalliota ingrata F.H. Moller[3]

Agaricus bernardii est une espèce de champignons basidiomycètes de la famille des Agaricaceae.